# Цыгалко, Юрий Владимирович
Юрий Владимирович Цыгалко (бел. Юрый Уладзіміравіч Цыгалка; род. 27 мая 1983, Минск) — белорусский футболист, вратарь.

## Карьера
В 2000 году начал карьеру футболиста в составе минского «Динамо-Юни». Позднее выступал в основной команде, а также в усть-каменогорском «Востоке», затем перешёл в брестское «Динамо». С 2008 года по 2009 год защищал цвета румынского клуба «Пандурий», в 2009 году снова вернулся в «Восток», и уже в 2010 перешёл в «Шахтёр» из Солигорска.
В январе 2014 завершил карьеру из-за травмы.

### В сборной
С 2002 по 2004 год был игроком молодёжной сборной Беларуси, с которой выступил на молодёжном ЧЕ в Германии. Также, в 2002 году дебютировал в составе национальной сборной, за которую провёл 3 матча.

## Личная жизнь
У Юрия был брат-близнец — Максим Цыгалко, также завершивший карьеру из-за травмы.

## Достижения
- Чемпион Беларуси: 2004
- Серебряный призёр чемпионата Беларуси (7): 2001, 2005, 2006, 2010, 2011, 2012, 2013
- Бронзовый призёр чемпионата Беларуси: 2003
- Обладатель Кубка Беларуси (2): 2002/03, 2013/14